# Invernada de Olaria
Invernada de Olaria foi uma delegacia policial no Rio de Janeiro que notabilizou-se nos anos 1960 e 1970 pela brutalidade com que eram tratados os indivíduos detidos em suas dependências. Atribuem-se aos policiais lotados na Invernada diversos episódios de tortura, espancamentos e até mesmo assassinatos. Os componentes da Invernada de Olaria não só executavam possíveis criminosos, como também aterrorizavam moradores do subúrbio e da Baixada Fluminense, com emprego de espancamentos, tortura, extorsões e assassinatos. Muitas execuções se davam por afogamento nos rios da Guarda e Guandu.  Alguns policiais lotados na Invernada vieram a compor o Esquadrão da Morte do Rio de Janeiro. Com o golpe militar de 1º. de abril de 1964, policiais da Invernada envolveram-se na tortura e assassinato de  membros de organizações ligadas à luta armada anti regime militar. Hoje, nas instalações da antiga Invernada, aloja-se um batalhão da PM. 

## Criação da Invernada de Olaria
A Invernada de Olaria foi criada pelo governo Carlos Lacerda em 1962, localizando-se na Rua Paranapanema 793, no então pacato bairro suburbano de Olaria, na Zona Norte da cidade do Rio de Janeiro. O nome Invernada de Olaria deve-se ao fato de que o local abrigava no início do século XX um terreno destinado à engorda de bois no inverno, para que depois fossem abatidos no matadouro do bairro vizinho da Penha 
. O Governador Carlos Lacerda e seu Secretário de Segurança, o Coronel Gustavo Borges, não faziam segredo de seu apoio à atividades da Invernada de Olaria, e para compor sua equipe readmitiram policiais afastados das forças de segurança, conhecidos por sua índole violenta na caça a criminosos. O Governador Lacerda costumava declarar: “ Com a Invernada eu sei que posso contar”. 
O entusiasmo do Governador e seu Secretário de Segurança com os resultados das atividades repressivas da Invernada de Olaria foi tão grande que os levou a criar uma outra Invernada, esta no bairro do Alto da Boa Vista. De microclima mais frio que o calor escaldante de sua antecessora do subúrbio carioca, era reservada não só para criminosos comuns, mas para adversários políticos do governador e dos proscritos pelo golpe de 1º. de Abril.

## CPI de 1963 e a tortura de Clodomir Morais
Constitui-se em fevereiro de 1963 uma Comissão Parlamentar de Inquérito, presidida pelo Deputado José Bonifácio, cujos trabalhos estenderam-se até abril do mesmo ano. As apurações desta CPI levaram à demissão dos maiores torturadores da Invernada de Olaria: os detetives Felipe Matias Altério (alcunhado “Felipão”) e João Martinho Neto, respectivamente chefe e subchefe da Invernada. A demissão foi assinada pelo próprio Lacerda, atitude que muitos consideraram oportunista, por demitir funcionários que agiam sob suas ordens,  mas o Secretário de Segurança foi poupado.
Uma das detenções e torturas investigadas pela CPI foi a de Clodomir Morais, jornalista, advogado das Ligas Camponesas e importante figura das guerrilhas conectadas às Ligas. Ele, sua companheira de 22 anos Célia Lima e seu motorista foram capturados na Avenida Brasil, em fins de 1962, portando em seu veículo 3 fuzis de caça e dois revólveres. Com isso, foram acusados de participar de um perigoso complô comunista. Clodomir foi pendurado no instrumento de tortura conhecido como ”pau de arara” recebendo golpes de palmatória e choques elétricos em nos ouvidos, pernas, costas e em “partes mais sensíveis” (órgão sexual) à vista de sua companheira. Exame de corpo de delito realizado pouco depois confirmou as bárbaras torturas infligidas ao advogado.

## AScuderie Le Cocqe sua ligação com a Invernada de Olaria
Segundo a investigação conduzida por uma Comissão Parlamentar de Inquérito (Estadual)  para investigar os autos de resistência e mortes decorrentes de ações policiais no Estado  “O ano de 1964 também marcou o surgimento de um grupo de extermínio paramilitar, a Scuderie Le Cocq, composta essencialmente por policiais civis, muitos dos quais remanescentes da Polícia Especial, do Serviço de Diligências Especiais e da Invernada de Olaria. A formação da Scuderie nasceu da iniciativa de vários policiais em perseguir os autores da morte do inspetor Milton Le Cocq. Também conhecido sob a alcunha de “Gringo”, Milton Le Cocq era integrante do primeiro “Esquadrão da Morte”. O inspetor foi morto numa troca de tiros com homens do assaltante “Cara de Cavalo”. Sua morte despertou a ira da corporação, que se envolveu de forma massiva numa operação que tinha o claro objetivo de vingar o colega assassinado. Esta prática, que se tornou padrão e vigora até os dias de hoje...”

## Tortura e assassinato deAurora Maria Nascimento Furtado
A Invernada de Olaria continuou ativa por vários anos, abrigando policiais ligados ao Esquadrão da Morte e constituindo-se num dos centros de tortura do regime militar. Nela foi torturada e assassinada Aurora Maria Nascimento Furtado (codinome “Lola”) aos 26 anos, militante ativa no movimento estudantil nos anos de 1967 e 1968 e do Partido Comunista Brasileiro (PCB) até o Ato Institucional Nº 5 (AI-5), quando passou para a clandestinidade ao entrar para a ALN.
Em fins de 1972, Aurora do Nascimento Furtado foi presa e ao tentar fugir, atingida na perna no tiroteio que se seguiu. Depois foi encaminhada à Invernada. Lá, sofreu torturas no pau de arara, sessão de choques elétricos, espancamentos, afogamentos e queimaduras. Aurora foi submetida ao suplício da “coroa de Cristo”, uma tira de aço com parafusos colocada em volta da cabeça que gradativamente apertada leva ao esmagamento do crânio, fazendo os olhos saltarem para fora das órbitas. Faleceu em 10-11-1972, com o corpo crivado de balas e jogado na rua. A versão oficial de sua morte afirma que “Lola” foi morta em tiroteio por ter sido confundida, após ser interpelada por um policial, com uma traficante de drogas. Contudo, fotos encontradas nos arquivos do ICE/RJ (sic) (ICCE –Instituto de Criminalistica Carlos Eboli), mostram profundas marcas de tortura no seu corpo, inclusive o afundamento do crânio. A trajetória de Aurora e seu sofrimento na tortura foram narrados no romance “Em Câmara Lenta” (1977), escrito pelo ex-preso político e cineasta Renato Tapajós, seu cunhado. Renato reafirmou esta versão em depoimento Comissão Estadual da Verdade da Assembléia Legislativa do Estado de São Paulo.